# Seven de Singapur 2018
El Seven de Singapur 2018 fue la séptima edición del Seven de Singapur y la octava etapa de la Serie Mundial de Rugby 7 2017-18. Se realizó durante los días 28 y 29 de abril de 2018 en el Estadio Nacional de Singapur.

## Formato
Se dividen en cuatro grupos de cuatro equipos, cada grupo se resuelve con el sistema de todos contra todos a una sola ronda; la victoria otorga 3 puntos, el empate 2 y la derrota 1 punto.
Los dos equipos con más puntos en cada grupo avanzan a cuartos de final de la Copa. Los cuatro ganadores avanzan a semifinales de la Copa, y los cuatro perdedores a semifinales por el quinto puesto.
Los dos equipos con menos puntos en cada grupo avanzan a cuartos de final de la challenge trophy. Los cuatro ganadores avanzan a semifinales de la challenge trophy, y los cuatro perdedores a semifinales del decimotercer puesto.

## Equipos participantes
Como selección invitada se suma Japón.
| - Argentina - Australia - Canadá - Escocia | - España - Estados Unidos - Fiyi - Francia | - Gales - Inglaterra - Japón - Kenia | - Nueva Zelanda - Rusia - Samoa - Sudáfrica |

## Resultados

### Fase de grupos
- Todos los horarios corresponden al huso horario local: UTC+8.[2]

#### Grupo A
| Pos | Países | Pts | Partidos | Partidos | Partidos | Partidos | Tantos | Tantos | Tantos |
| Pos | Países | Pts | J        | G        | E        | P        | PF     | PC     | DP     |
| --- | ------ | --- | -------- | -------- | -------- | -------- | ------ | ------ | ------ |
| 1   | Fiyi   | 9   | 3        | 3        | 0        | 0        | 107    | 24     | +83    |
| 2   | España | 7   | 3        | 2        | 0        | 1        | 65     | 50     | +15    |
| 3   | Japón  | 5   | 3        | 1        | 0        | 2        | 50     | 86     | -36    |
| 4   | Rusia  | 3   | 3        | 0        | 0        | 3        | 31     | 93     | -62    |

|  | Avanzan a cuartos de final. |

| 28 de abril, 13:14 | España | 38 - 5 | Rusia | Estadio Nacional de Singapur, Singapur |  |

| 28 de abril, 13:36 | Fiyi | 45 - 15 | Japón | Estadio Nacional de Singapur, Singapur |  |

| 28 de abril, 16:40 | España | 22 - 12 | Japón | Estadio Nacional de Singapur, Singapur |  |

| 28 de abril, 17:02 | Fiyi | 29 - 7 | Rusia | Estadio Nacional de Singapur, Singapur |  |

| 28 de abril, 20:06 | Rusia | 19 - 26 | Japón | Estadio Nacional de Singapur, Singapur |  |

| 28 de abril, 20:28 | Fiyi | 33 - 5 | España | Estadio Nacional de Singapur, Singapur |  |

#### Grupo B
| Pos | Países         | Pts | Partidos | Partidos | Partidos | Partidos | Tantos | Tantos | Tantos |
| Pos | Países         | Pts | J        | G        | E        | P        | PF     | PC     | DP     |
| --- | -------------- | --- | -------- | -------- | -------- | -------- | ------ | ------ | ------ |
| 1   | Inglaterra     | 9   | 3        | 3        | 0        | 0        | 86     | 33     | +53    |
| 2   | Kenia          | 7   | 3        | 2        | 0        | 1        | 86     | 42     | +44    |
| 3   | Estados Unidos | 5   | 3        | 1        | 0        | 2        | 61     | 64     | -3     |
| 4   | Francia        | 3   | 3        | 0        | 0        | 3        | 12     | 106    | -94    |

|  | Avanzan a cuartos de final. |

| 28 de abril, 12:30 | Estados Unidos | 33 - 12 | Francia | Estadio Nacional de Singapur, Singapur |  |

| 28 de abril, 12:52 | Kenia | 19 - 28 | Inglaterra | Estadio Nacional de Singapur, Singapur |  |

| 28 de abril, 15:56 | Estados Unidos | 14 - 19 | Inglaterra | Estadio Nacional de Singapur, Singapur |  |

| 28 de abril, 16:18 | Kenia | 34 - 0 | Francia | Estadio Nacional de Singapur, Singapur |  |

| 28 de abril, 19:22 | Francia | 0 - 39 | Inglaterra | Estadio Nacional de Singapur, Singapur |  |

| 28 de abril, 19:44 | Kenia | 33 - 14 | Estados Unidos | Estadio Nacional de Singapur, Singapur |  |

#### Grupo C
| Pos | Países    | Pts | Partidos | Partidos | Partidos | Partidos | Tantos | Tantos | Tantos |
| Pos | Países    | Pts | J        | G        | E        | P        | PF     | PC     | DP     |
| --- | --------- | --- | -------- | -------- | -------- | -------- | ------ | ------ | ------ |
| 1   | Sudáfrica | 9   | 3        | 3        | 0        | 0        | 78     | 29     | +49    |
| 2   | Samoa     | 7   | 3        | 2        | 0        | 1        | 58     | 59     | -1     |
| 3   | Canadá    | 5   | 3        | 1        | 0        | 2        | 57     | 62     | -5     |
| 4   | Argentina | 3   | 3        | 0        | 0        | 3        | 40     | 83     | -43    |

|  | Avanzan a cuartos de final. |

| 28 de abril, 11:44 | Argentina | 14 - 26 | Canadá | Estadio Nacional de Singapur, Singapur |  |

| 28 de abril, 12:06 | Sudáfrica | 26 - 5 | Samoa | Estadio Nacional de Singapur, Singapur |  |

| 28 de abril, 15:12 | Argentina | 14 - 31 | Samoa | Estadio Nacional de Singapur, Singapur |  |

| 28 de abril, 15:34 | Sudáfrica | 26 - 12 | Canadá | Estadio Nacional de Singapur, Singapur |  |

| 28 de abril, 18:38 | Canadá | 19 - 22 | Samoa | Estadio Nacional de Singapur, Singapur |  |

| 28 de abril, 19:00 | Sudáfrica | 26 - 12 | Argentina | Estadio Nacional de Singapur, Singapur |  |

#### Grupo D
| Pos | Países        | Pts | Partidos | Partidos | Partidos | Partidos | Tantos | Tantos | Tantos |
| Pos | Países        | Pts | J        | G        | E        | P        | PF     | PC     | DP     |
| --- | ------------- | --- | -------- | -------- | -------- | -------- | ------ | ------ | ------ |
| 1   | Australia     | 9   | 3        | 3        | 0        | 0        | 81     | 32     | +49    |
| 2   | Nueva Zelanda | 7   | 3        | 2        | 0        | 1        | 66     | 38     | +28    |
| 3   | Escocia       | 5   | 3        | 1        | 0        | 2        | 65     | 60     | +5     |
| 4   | Gales         | 3   | 3        | 0        | 0        | 3        | 21     | 103    | -82    |

|  | Avanzan a cuartos de final. |

| 28 de abril, 11:00 | Escocia | 20 - 24 | Australia | Estadio Nacional de Singapur, Singapur |  |

| 28 de abril, 11:22 | Nueva Zelanda | 32 - 7 | Gales | Estadio Nacional de Singapur, Singapur |  |

| 28 de abril, 14:28 | Escocia | 33 - 14 | Gales | Estadio Nacional de Singapur, Singapur |  |

| 28 de abril, 14:50 | Nueva Zelanda | 12 - 19 | Australia | Estadio Nacional de Singapur, Singapur |  |

| 28 de abril, 17:54 | Australia | 38 - 0 | Gales | Estadio Nacional de Singapur, Singapur |  |

| 28 de abril, 18:16 | Nueva Zelanda | 22 - 12 | Escocia | Estadio Nacional de Singapur, Singapur |  |

### Etapa eliminatoria

#### Copa de oro
|  | Cuartos de final | Cuartos de final | Cuartos de final |            |           | Semifinales | Semifinales | Semifinales |           |               | Copa de oro   | Copa de oro   | Copa de oro |  |
|  |                  |                  |                  |            |           |             |             |             |           |               |               |               |             |  |
|  |                  |                  |                  |            |           |             |             |             |           |               |               |               |             |  |
|  | Fiyi             | Fiyi             | 24               |            |           |             |             |             |           |               |               |               |             |  |
|  | Fiyi             | Fiyi             | 24               |            |           |             |             |             |           |               |               |               |             |  |
|  | Nueva Zelanda    | Nueva Zelanda    | 19               |            |           |             |             |             |           |               |               |               |             |  |
|  | Nueva Zelanda    | Nueva Zelanda    | 19               |            | Fiyi      | Fiyi        | 12          |             |           |               |               |               |             |  |
|  |                  |                  |                  |            | Fiyi      | Fiyi        | 12          |             |           |               |               |               |             |  |
|  |                  |                  | Sudáfrica        | Sudáfrica  | 10        |             |             |             |           |               |               |               |             |  |
|  | Sudáfrica        | Sudáfrica        | Sudáfrica        | Sudáfrica  | 10        | 24          |             |             |           |               |               |               |             |  |
|  | Sudáfrica        | Sudáfrica        |                  |            |           |             |             |             |           |               |               |               |             |  |
|  | Kenia            | Kenia            | 12               |            |           |             |             |             |           |               |               |               |             |  |
|  | Kenia            | Kenia            | 12               |            |           |             |             |             |           | Fiyi          | Fiyi          | 28            |             |  |
|  |                  |                  |                  |            |           |             |             |             |           | Fiyi          | Fiyi          | 28            |             |  |
|  |                  |                  | Australia        | Australia  | 22        |             |             |             |           |               |               |               |             |  |
|  | Australia        | Australia        | Australia        | Australia  | 22        | 7           |             |             |           |               |               |               |             |  |
|  | Australia        | Australia        |                  |            |           |             |             |             |           |               |               |               |             |  |
|  | España           | España           | 5                |            |           |             |             |             |           |               |               |               |             |  |
|  | España           | España           | 5                |            | Australia | Australia   | 15          |             |           | Tercer puesto | Tercer puesto | Tercer puesto |             |  |
|  |                  |                  |                  |            | Australia | Australia   | 15          |             |           | Tercer puesto | Tercer puesto | Tercer puesto |             |  |
|  |                  |                  | Inglaterra       | Inglaterra | 7         |             |             |             |           |               |               |               |             |  |
|  | Inglaterra       | Inglaterra       | Inglaterra       | Inglaterra | 7         | 12          |             |             | Sudáfrica | Sudáfrica     | 24            |               |             |  |
|  | Inglaterra       | Inglaterra       |                  |            |           |             |             |             | Sudáfrica | Sudáfrica     | 24            |               |             |  |
|  | Samoa            | Samoa            | 5                |            |           |             |             |             |           |               | Inglaterra    | Inglaterra    | 26          |  |
|  | Samoa            | Samoa            | 5                |            |           |             |             |             |           |               | Inglaterra    | Inglaterra    | 26          |  |
|  |                  |                  |                  |            |           |             |             |             |           |               |               |               |             |  |

##### Cuartos de final
| 29 de abril, 12:30 | Fiyi | 24 - 19 | Nueva Zelanda | Estadio Nacional de Singapur, Singapur |  |

| 29 de abril, 12:52 | Sudáfrica | 24 - 12 | Kenia | Estadio Nacional de Singapur, Singapur |  |

| 29 de abril, 13:14 | Australia | 7 - 5 | España | Estadio Nacional de Singapur, Singapur |  |

| 29 de abril, 13:36 | Inglaterra | 12 - 5 | Samoa | Estadio Nacional de Singapur, Singapur |  |

##### Semifinales
| 29 de abril, 16:50 | Fiyi | 12 - 10 | Sudáfrica | Estadio Nacional de Singapur, Singapur |  |

| 29 de abril, 17:12 | Australia | 15 - 7 | Inglaterra | Estadio Nacional de Singapur, Singapur |  |

##### Tercer puesto
| 29 de abril, 19:35 | Sudáfrica | 24 - 26 | Inglaterra | Estadio Nacional de Singapur, Singapur |  |

##### Final
| 29 de abril, 20:00 | Fiyi | 28 - 22 | Australia | Estadio Nacional de Singapur, Singapur |  |

#### Quinto puesto
|  | Semifinales   | Semifinales   | Semifinales |       |               | Quinto puesto | Quinto puesto | Quinto puesto |  |
|  |               |               |             |       |               |               |               |               |  |
|  |               |               |             |       |               |               |               |               |  |
|  | Nueva Zelanda | Nueva Zelanda | 17          |       |               |               |               |               |  |
|  | Nueva Zelanda | Nueva Zelanda | 17          |       |               |               |               |               |  |
|  | Kenia         | Kenia         | 7           |       |               |               |               |               |  |
|  | Kenia         | Kenia         | 7           |       | Nueva Zelanda | Nueva Zelanda | 36            |               |  |
|  |               |               |             |       | Nueva Zelanda | Nueva Zelanda | 36            |               |  |
|  |               |               | Samoa       | Samoa | 17            |               |               |               |  |
|  | España        | España        | Samoa       | Samoa | 17            | 7             |               |               |  |
|  | España        | España        |             |       |               | 7             |               |               |  |
|  | Samoa         | Samoa         | 24          |       |               |               |               |               |  |
|  | Samoa         | Samoa         | 24          |       |               |               |               |               |  |
|  |               |               |             |       |               |               |               |               |  |

#### Challenge trophy
|  | Eliminatoria   | Eliminatoria   | Eliminatoria   |                |         | Semifinales | Semifinales | Semifinales |  |        | Challenge trophy | Challenge trophy | Challenge trophy |  |
|  |                |                |                |                |         |             |             |             |  |        |                  |                  |                  |  |
|  |                |                |                |                |         |             |             |             |  |        |                  |                  |                  |  |
|  | Japón          | Japón          | 19             |                |         |             |             |             |  |        |                  |                  |                  |  |
|  | Japón          | Japón          | 19             |                |         |             |             |             |  |        |                  |                  |                  |  |
|  | Gales          | Gales          | 28             |                |         |             |             |             |  |        |                  |                  |                  |  |
|  | Gales          | Gales          | 28             |                | Gales   | Gales       | 10          |             |  |        |                  |                  |                  |  |
|  |                |                |                |                | Gales   | Gales       | 10          |             |  |        |                  |                  |                  |  |
|  |                |                | Canadá         | Canadá         | 17      |             |             |             |  |        |                  |                  |                  |  |
|  | Canadá         | Canadá         | Canadá         | Canadá         | 17      | 26          |             |             |  |        |                  |                  |                  |  |
|  | Canadá         | Canadá         |                |                |         |             |             |             |  |        |                  |                  |                  |  |
|  | Francia        | Francia        | 7              |                |         |             |             |             |  |        |                  |                  |                  |  |
|  | Francia        | Francia        | 7              |                |         |             |             |             |  | Canadá | Canadá           | 12               |                  |  |
|  |                |                |                |                |         |             |             |             |  | Canadá | Canadá           | 12               |                  |  |
|  |                |                | Estados Unidos | Estados Unidos | 26      |             |             |             |  |        |                  |                  |                  |  |
|  | Escocia        | Escocia        | Estados Unidos | Estados Unidos | 26      | 19          |             |             |  |        |                  |                  |                  |  |
|  | Escocia        | Escocia        |                |                |         |             |             |             |  |        |                  |                  |                  |  |
|  | Rusia          | Rusia          | 14             |                |         |             |             |             |  |        |                  |                  |                  |  |
|  | Rusia          | Rusia          | 14             |                | Escocia | Escocia     | 12          |             |  |        |                  |                  |                  |  |
|  |                |                |                |                | Escocia | Escocia     | 12          |             |  |        |                  |                  |                  |  |
|  |                |                | Estados Unidos | Estados Unidos | 33      |             |             |             |  |        |                  |                  |                  |  |
|  | Estados Unidos | Estados Unidos | Estados Unidos | Estados Unidos | 33      | 36          |             |             |  |        |                  |                  |                  |  |
|  | Estados Unidos | Estados Unidos |                |                |         |             |             |             |  |        |                  |                  |                  |  |
|  | Argentina      | Argentina      | 12             |                |         |             |             |             |  |        |                  |                  |                  |  |
|  | Argentina      | Argentina      | 12             |                |         |             |             |             |  |        |                  |                  |                  |  |
|  |                |                |                |                |         |             |             |             |  |        |                  |                  |                  |  |

#### Decimotercer puesto
|  | Semifinales | Semifinales | Semifinales |           |       | Decimotercer puesto | Decimotercer puesto | Decimotercer puesto |  |
|  |             |             |             |           |       |                     |                     |                     |  |
|  |             |             |             |           |       |                     |                     |                     |  |
|  | Japón       | Japón       | 29          |           |       |                     |                     |                     |  |
|  | Japón       | Japón       | 29          |           |       |                     |                     |                     |  |
|  | Francia     | Francia     | 14          |           |       |                     |                     |                     |  |
|  | Francia     | Francia     | 14          |           | Japón | Japón               | 31                  |                     |  |
|  |             |             |             |           | Japón | Japón               | 31                  |                     |  |
|  |             |             | Argentina   | Argentina | 24    |                     |                     |                     |  |
|  | Rusia       | Rusia       | Argentina   | Argentina | 24    | 7                   |                     |                     |  |
|  | Rusia       | Rusia       |             |           |       | 7                   |                     |                     |  |
|  | Argentina   | Argentina   | 12          |           |       |                     |                     |                     |  |
|  | Argentina   | Argentina   | 12          |           |       |                     |                     |                     |  |
|  |             |             |             |           |       |                     |                     |                     |  |

## Posiciones finales
| Pos               | Equipo         |
| ----------------- | -------------- |
| Medalla de oro    | Fiyi           |
| Medalla de plata  | Australia      |
| Medalla de bronce | Inglaterra     |
| 4                 | Sudáfrica      |
| 5                 | Nueva Zelanda  |
| 6                 | Samoa          |
| 7                 | Kenia          |
| 7                 | España         |
| 9                 | Estados Unidos |
| 10                | Canadá         |
| 11                | Gales          |
| 11                | Escocia        |
| 13                | Japón          |
| 14                | Argentina      |
| 15                | Rusia          |
| 15                | Francia        |